# Evangelische Kirche (Hirschhausen)

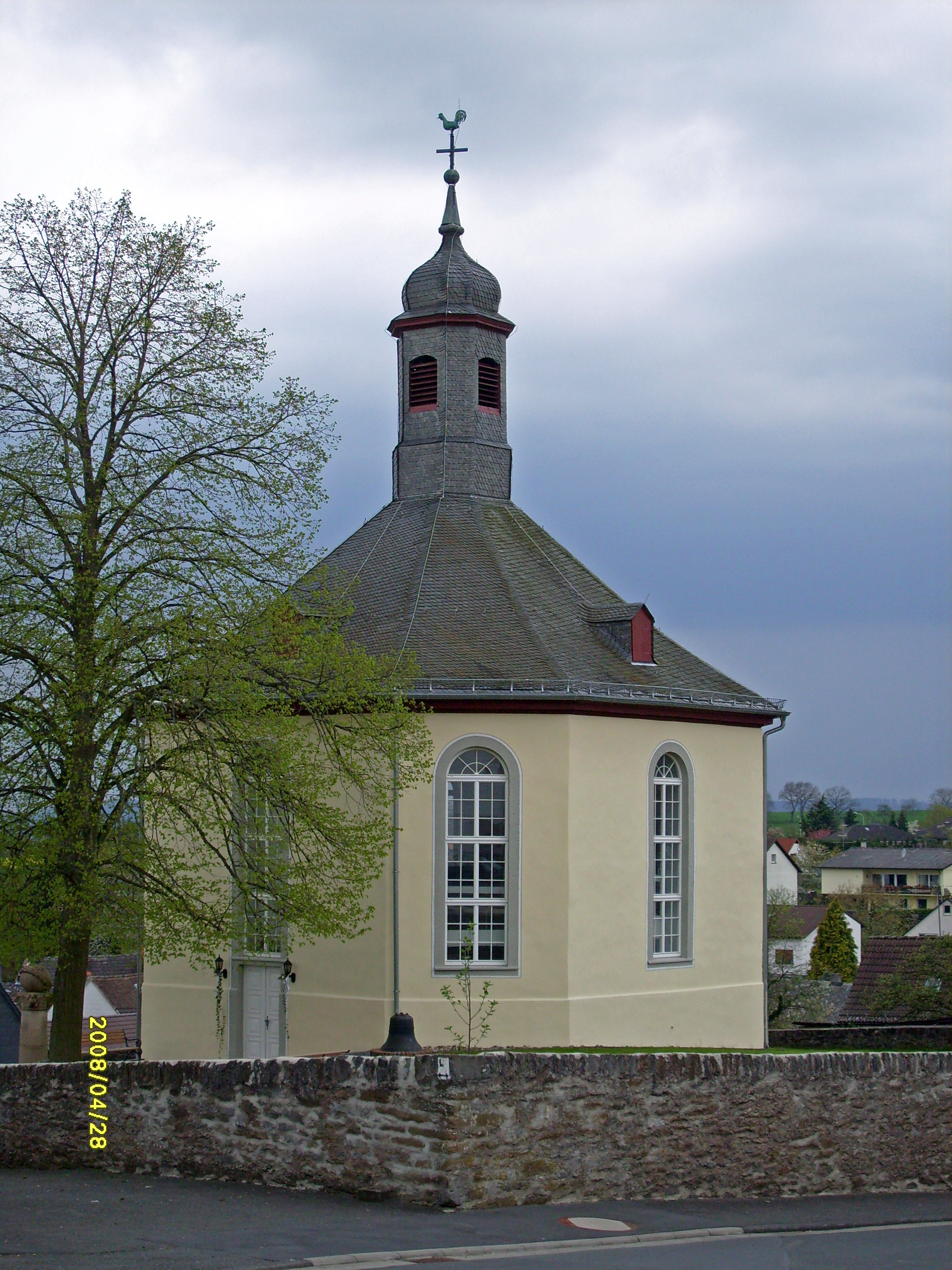
Evangelische Kirche (Hirschhausen)

Die Evangelische Kirche zu Hirschhausen ist ein denkmalgeschütztes Kirchengebäude, das im Stadtteil Hirschhausen von Weilburg im Landkreis Limburg-Weilburg (Hessen) steht. Die seit 2021 vereinigte Kirchengemeinde Kubach-Hirschhausen gehört zum Dekanat an der Lahn in der Propstei Nord-Nassau der Evangelischen Kirche in Hessen und Nassau.

## Beschreibung
Der Zentralbau auf quadratischem Grundriss mit abgeschrägten Ecken wurde 1763/64 als erste Kirche im Ort nach einem Entwurf von Johann Wilhelm Sckell errichtet. Auf dem flachgeneigten Zeltdach sitzt ein achteckiger Dachreiter, auf dem eine bauchige Haube sitzt. Die Wände haben Bogenfenster. 
Der Innenraum hat umlaufende Emporen, deren Brüstungen bemalt sind. Über dem von Altarschranken aus Balustern umgebenen Altar steht an der Empore die Kanzel, dahinter ein gemalter Baldachin auf einer Holzwand.